# Rabbath-Moab
|  | Per a altres significats, vegeu «Moab (desambiguació)». |

Rabbath-Moab o simplement Moab (Μωάβ) fou una ciutat del Regne de Moab, esmentada generalment com a Rabbath Moab, que és el nom que se suposa que va tenir mentre fou capital del regne, ja que abans es deia Ar; sota els romans es va dir Aeropolis.
En realitat no se sap que mai hagi existit una ciutat anomenada Rabbath-Moab, ja que totes les referències bíbliques són a Rabbat-Ammon, excepte a Josuè XIII.25, on es parla de la ciutat d'Aroer de Moab, que "abans fou Rabbath". Una possible ciutat realment anomenada Rabbath-Moab hauria estat entre Al-Karak i Mokheb (Arnon), força al sud d'Aeròpolis.